# Ла Шапель-Тайфер, Пьер де
Пьер де Ла Шапе́ль-Тайфе́р, в дореволюционном написании Тайльфер (фр. Pierre de La Chapelle-Taillefert), также Петрус де Капелла (лат. Petrus de Capella; XIII век, Ла-Шапель-Тайфер — 16 мая 1312 года, Авиньон) — французский прелат.
Был профессором гражданского права в Орлеане и советником сначала тулузского, затем парижского парламента. В 1305 году получил кардинальскую шапку от Климента V, своего бывшего орлеанского ученика; на следующий год был повышен до кардинала Палестрины. Один из инквизиторов, которым было поручено вести следствие в процессе тамплиеров.

## Творчество
Его главный труд — «Constitutiones Pétri de Capella».